# Mons Agnes
Mons Agnes – góra w północnej części widocznej strony Księżyca. Jej współrzędne selenograficzne wynoszą ☾ 18,6°N 5,3°E/18,600000 5,300000, a średnica tylko 0,65 km. Leży na Jeziorze Szczęścia na północ od Morza Oparów, nieco na południowy wschód od dużego łańcucha górskiego Montes Apenninus. Nazwa, nadana w 1979 roku pochodzi od greckiego imienia żeńskiego Agnieszka.

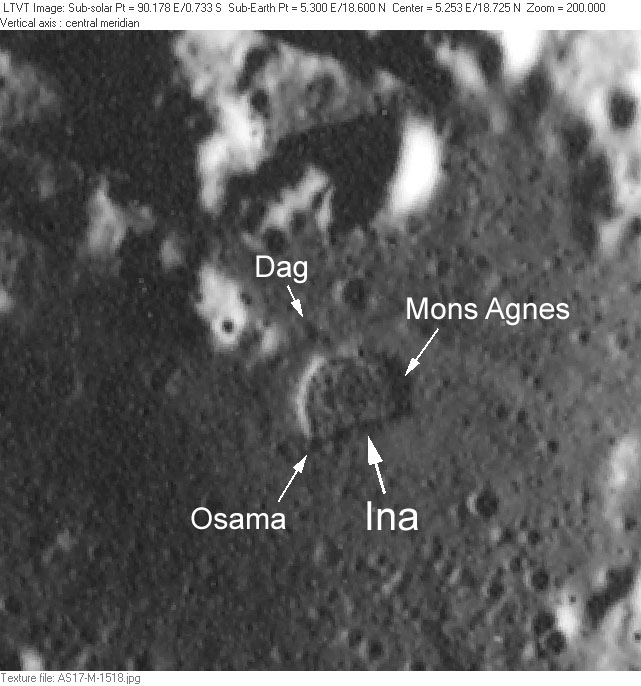
Mons Agnes i sąsiednie kratery